# Pal excavador

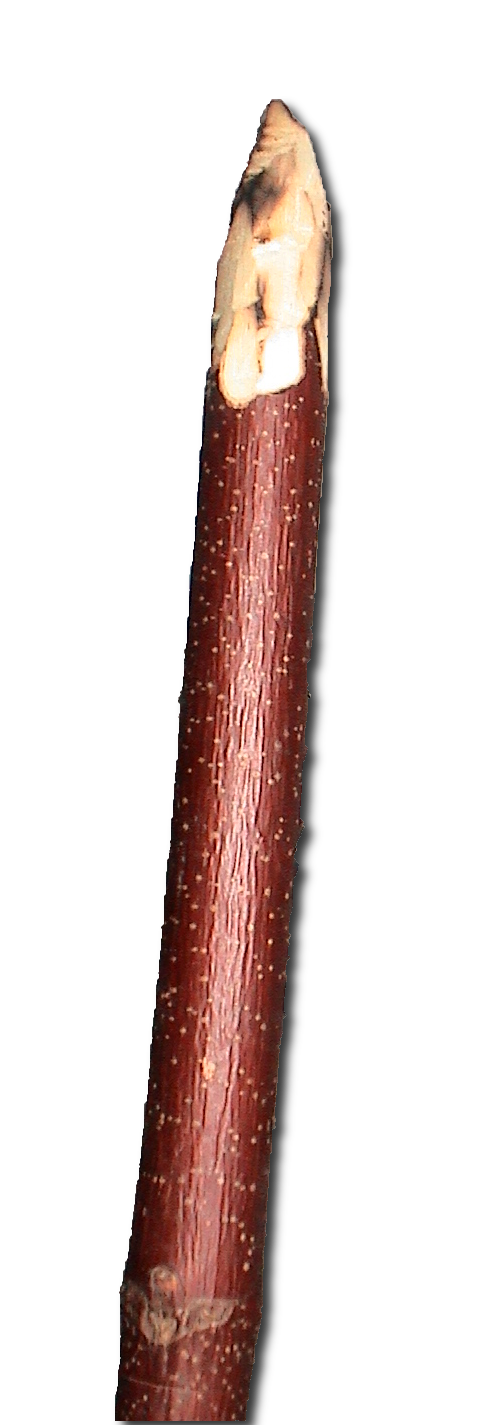
Pal excavador

Un pal o bastó excavador és una de les eines, que l'home va utilitzar, per l'afluixament del sòl, excavació. Es fabricava de pedra o fusta, i tenia la punta punxeguda.
Està present en exposicions dels museus arqueològics, així com descrita en els llibres i llibres de text. S'ha conservat en algunes tribus que viuen al cinturó equatorial o tropical.